# 达克沙伊德
达克沙伊德是德国莱茵兰-普法尔茨州的一个市镇。总面积5.09平方公里，总人口154人，其中男性77人，女性77人（2011年12月31日），人口密度30人/平方公里。